# Vall de Cardós
Vall de Cardós es un municipio español de la provincia de Lérida, en la comunidad autónoma de Cataluña. Perteneciente a la comarca del Pallars Sobirá, cuenta con una población de 375 habitantes (INE 2024).

## Historia
El municipio fue creado a principios de la década de 1970 por la fusión de los de Estahón y Ribera de Cardós.

## Geografía humana

### Demografía
Cuenta con una población de 375 habitantes (INE 2024).
| Gráfica de evolución demográfica de Vall de Cardós entre 1981 y 2021 |
| |
| Población de derecho según los censos de población del INE Población de hecho según los censos de población del INEEntre el censo de 1981 y el anterior, aparece este municipio porque se fusionan los municipios 25084 (Estahón) y 25184 (Ribera de Cardós) |

| 1900 | 1930 | 1950 | 1970 | 1981 | 1986 |
| ---- | ---- | ---- | ---- | ---- | ---- |
| 688  | 804  | 593  | 872  | 369  | 324  |

## Entidades de población
| Entidades de población | Habitantes (2005) |
| ---------------------- | ----------------- |
| Ainet de Cardós        | 74                |
| Anàs                   | 33                |
| Bonestarre             | 9                 |
| Cassibrós              | 19                |
| Estahón                | 20                |
| Lladrós                | 21                |
| Ribera de Cardós       | 172               |
| Surri                  | 15                |

## Economía

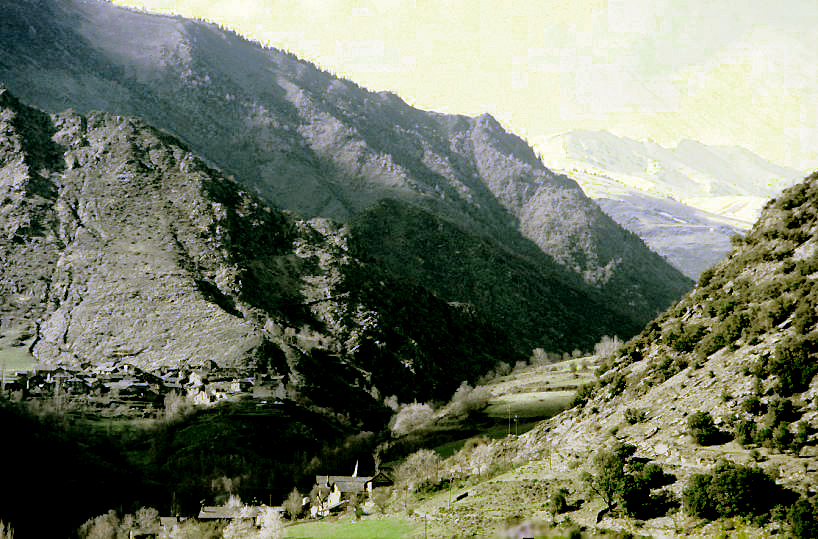
Vista del valle de Cardós en la década de 1980

Agricultura y ganadería. Turismo.

## Lugares de interés
- Iglesia de Santa María, de estilo románico, en Ribera de Cardós.
- Iglesia de San Pedro, con retablo barroco, en Lladrós.
- Puente medieval, en Lladrós.
- Puente medieval, Cassibrós
- Central hidroeléctrica, Tavascan